# Tina Trstenjak
Tina Trstenjak (Celje, 24 de agosto de 1990) é uma judoca eslovena da categoria até 63 quilos.
Foi terceiro lugar no Campeonato Mundial de 2014 e campeã no ano seguinte.
Obteve a medalha de ouro nos Jogos Olímpicos de 2016 ao vencer na luta final a francesa Clarisse Agbegnenou.